# Vlag van Cerro Largo

Vlag van Cerro Largo

De vlag van Cerro Largo is ontworpen door Carlos Enrique Etcheverry Benítez en toont het wapen van Cerro Largo op een witte achtergrond, met boven het wapen een muurkroon met vier torens en onder het wapen een rood lint met daarop de naam van het departement. Het wapen wordt op de vlag omringd door twee takken van de acacia caven.
De vlag is in gebruik vanaf 26 juni 2006.